# Buying the Cow
Buying the Cow es una película de 2002 dirigida por Walt Becker y protagonizada por Jerry O'Connell y Bridgette Wilson.
Aunque tiene una relación con ella desde hace cinco años, David tiene miedo de comprometerse con su novia Sarah, que lo está persiguiendo para que le proponga matrimonio. Mientras ella se va a Nueva York por trabajo durante dos meses, los amigos de David lo animan a experimentar la escena de citas una vez más.

## Elenco
- Jerry O'Connell como David Collins.
- Bridgette L. Wilson como Sarah
- Ryan Reynolds como Mike Hanson.
- Bill Bellamy como Jonesy.
- Alyssa Milano como Amy.
- Jon Tenney como Andrew Hahn.
- Annabeth Gish como Nicole.
- Ron Livingston como Tyler Carter Bellows.
- Erinn Bartlett como Julie Madison.
- Scarlett Chorvat como Katie Madison.
- David DeLuise